# Contafiletti

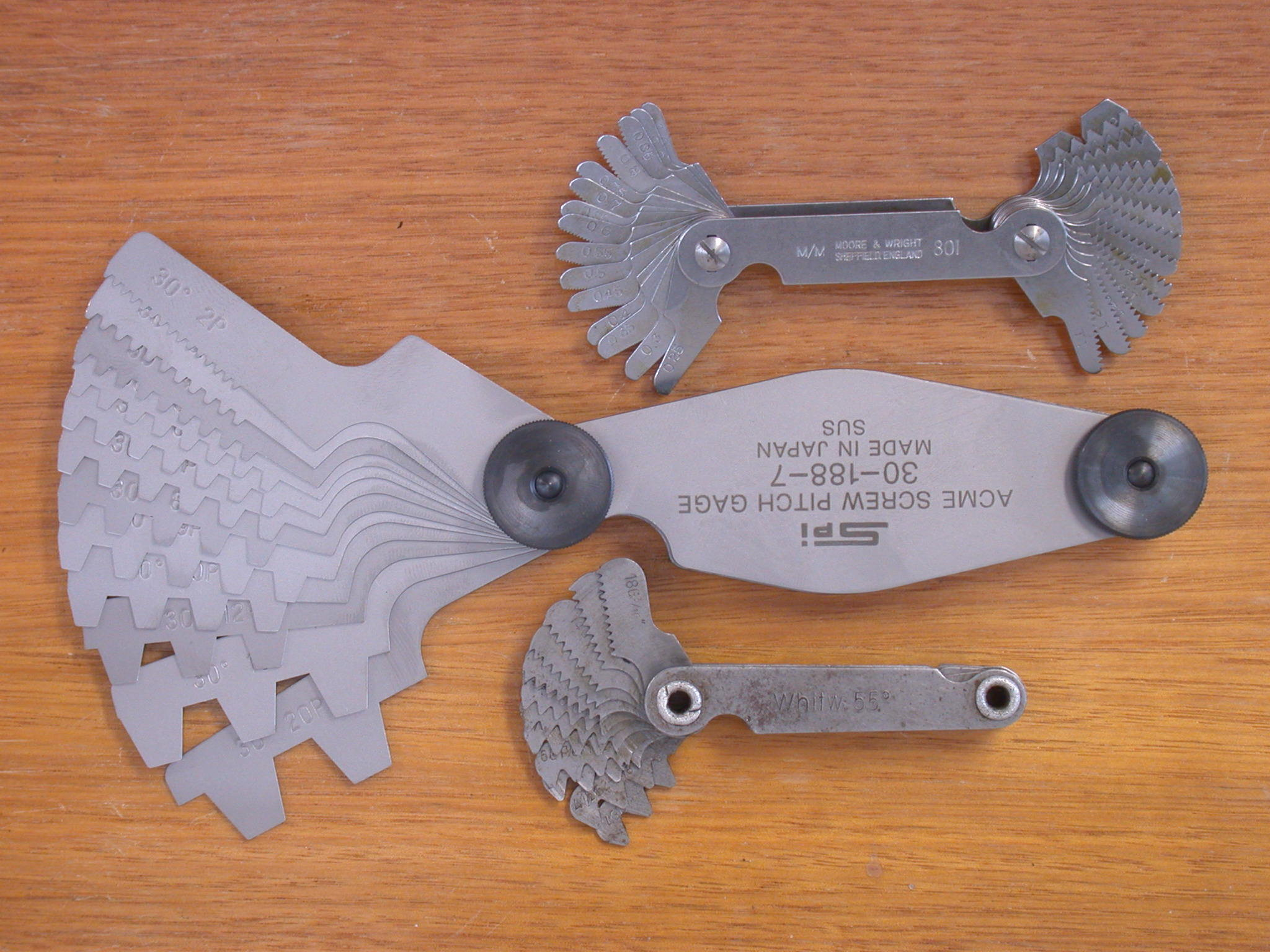
Contafiletti

Il passimetro è uno strumento di misura per determinare il passo di una filettatura.
Specificatamente per la misura di viti con passo metrico, il contafiletti viene definito anche "contafiletti".

## Descrizione
Sono detti semplici se includono i passi di un solo tipo di filettatura, doppi se ne includono due, per esempio metrico da una parte e imperiale (Whitworth) dall'altra. Con alcuni è possibile fermare le lamine nella posizione più agevole serrando la vite di bloccaggio. Si usa per eseguire misure veloci quando non servono alta precisione o conoscenza del profilo del filetto ed è utile soprattutto per determinare quale maschio o filiera adoperare per filettare un pezzo correlato a un altro, oppure per scegliere il dado o la vite da accoppiare alla controparte. Negli altri casi conviene orientarsi verso i calibri per filettature, a tampone per le madreviti e ad anelli filettati per le viti, in grado di determinare sia il profilo del filetto sia il passo.
La misurazione avviene per tentativi cercando quale lamina si adatta alla filettatura della vite o della madrevite. Trovatala, il passo si legge sulla lamina.